# Programación lógica

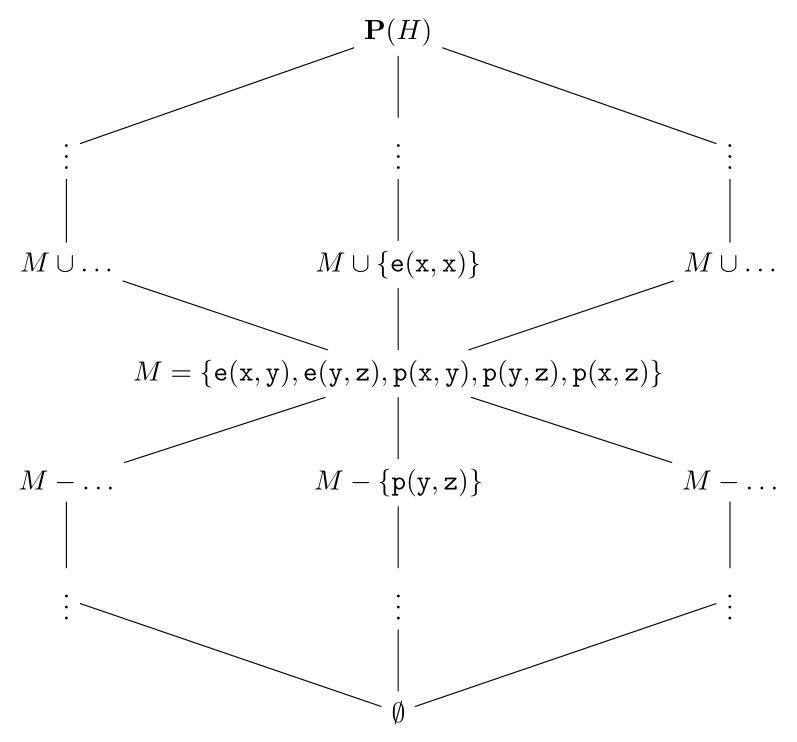

La programación lógica es un tipo de paradigma de programación dentro del paradigma de programación declarativa. El resto de los subparadigmas de programación dentro de la programación declarativa son: programación funcional, programación con restricciones, programas DSL (de dominio específico) e híbridos. La programación funcional se basa en el concepto de función (que no es más que una evolución de los predicados), de corte más matemático. La programación lógica gira en torno al concepto de predicado, o relación entre elementos.

## Motivación
Históricamente, los ordenadores se han programado utilizando lenguajes muy cercanos a las peculiaridades de la propia máquina: operaciones aritméticas simples, instrucciones de acceso a memoria, etc. Un programa escrito de esta manera puede ocultar totalmente su propósito a la comprensión de un ser humano, incluso uno entrenado. Hoy día, estos lenguajes pertenecientes al paradigma de la Programación imperativa han evolucionado de manera que ya no son tan crípticos. 
En cambio, la lógica matemática es la manera más sencilla, para el intelecto humano, de expresar formalmente problemas complejos y de resolverlos mediante la aplicación de reglas, hipótesis y teoremas. De ahí que el concepto de "programación lógica" resulte atractivo en diversos campos donde la programación tradicional es un fracaso.

## Campos de aplicación
La programación lógica encuentra su  hábitat  natural en aplicaciones de inteligencia artificial o relacionadas:
- Sistemas expertos, donde un sistema de información imita las recomendaciones de un experto sobre algún dominio de conocimiento.
- Demostración automática de teoremas, donde un programa genera nuevos teoremas sobre una teoría existente.
- Reconocimiento de lenguaje natural, donde un programa es capaz de comprender (con limitaciones) la información contenida en una expresión lingüística humana.

La programación lógica también se utiliza en aplicaciones más "mundanas" pero de manera muy limitada, ya que la programación tradicional es más adecuada a tareas de propósito general.

## Fundamentos
La mayoría de los lenguajes de programación lógica se basan en la teoría lógica de primer orden, aunque también incorporan algunos comportamientos de orden superior como la lógica difusa. En este sentido, destacan los lenguajes funcionales, ya que se basan en el cálculo lambda, que es la única teoría lógica de orden superior que es demostradamente computable (hasta el momento).

## Conceptos
Un concepto importante de programación lógica es la descomposición de programas en sus componentes lógicos y sus componentes de control. Con lenguajes de programación lógica de bajo nivel, estos componentes determinan la solución del problema, por eso los componentes de control pueden variar para proporcionar alternancia de ejecución de un programa lógico. Estos conceptos son capturados con el eslogan
Algoritmo= lógica + control
donde "lógica" representa un programa lógico y "control" diferentes estrategias de demostración del teorema.

### Solución del Problema
El caso proposicional simplificado en el cual un programa lógico a un nivel superior de reducción atómica no contiene variables compuestas es un razonamiento que determina un árbol lógico, el cual constituye un espacio de búsqueda para resolver el problema. El nivel superior es la raíz del árbol. Dado algún nodo en el árbol y alguna cláusula cuya cabecera esta marcada por un nodo, existe un conjunto de nuevas ramas correspondientes con los objetivos del cuerpo de las cláusulas, aún por reducir. Estas nuevas ramas son agrupadas juntas por el "y" lógico. El conjunto alternativo correspondiente de estas nuevas ramas está agrupado por el "o" lógico.
Alguna estrategia de búsqueda puede ser usada para la búsqueda del conjunto de proposiciones a resolver. Prolog es un lenguaje de programación que usa una secuencia, último en entrar primero en salir, para una estrategia de agrietamiento, en la cual la alternativa y el objetivo son considerados a la vez. Otras estrategias de búsqueda son por ejemplo la búsqueda paralela o la búsqueda primero-mejor para encontrar una solución óptima.
En el caso más general, donde los objetivos comparten variables, otras estrategias pueden ser usadas, como por ejemplo puede ser escogido el objetivo más altamente instanciado o el suficientemente instanciado para lo que implica un procedimiento. Una estrategia actualmente usada es la programación de lógica concurrente.

## En qué consiste (ejemplo)
La programación lógica permite formalizar hechos del mundo real, por ejemplo:
```
  las aves vuelan
  los pingüinos no vuelan
  "pichurri" es un ave
  "sandokan" es un perro
  "alegría" es un ave
  

```

y también reglas o restricciones:
```
un gato vuela

```

Ante dicho "programa" es posible establecer hipótesis que no son más que preguntas o incógnitas, por ejemplo:
```
   ¿ "pichurri" vuela ?
   ¿ qué mascotas vuelan ?....

```

Gracias a que la lógica de primer orden es computable, el ordenador será capaz de verificar la hipótesis, es decir, responder a las incógnitas:
```
   Es cierto que "pichurri" vuela.
   "pichurri" y "alegría" vuelan. 

```

Obsérvese que el programa lógico no solamente es capaz de responder si una determinada hipótesis es verdadera o falsa. También es capaz de determinar que valores de la incógnita hacen cierta la hipótesis.
Este ejemplo es claramente académico. Sin embargo, consideremos el siguiente ejemplo: el sistema de control de semáforos de una ciudad.
El estado de cada uno de los semáforos (verde, rojo o ámbar) constituye los hechos del mundo real. El programa en sí consiste en unas pocas reglas de sentido común: determinados semáforos no pueden permanecer simultáneamente en verde, un semáforo solamente puede transitar de verde a ámbar y de ámbar a rojo, etc. La hipótesis es el estado en el que deberían estar cada uno de los semáforos en el siguiente instante de tiempo.
Este es un ejemplo imposible de resolver mediante programación tradicional, ya que la lógica subyacente al comportamiento de los semáforos en su conjunto queda enmascarada por simples órdenes imperativas del tipo "cambiar color de tal o cual semáforo".

## Lenguajes
El lenguaje de programación lógica por excelencia es Prolog, que cuenta con diversas variantes. La más importante es la programación lógica con restricciones (véase artículo sobre programación con restricciones), que posibilita la resolución de ecuaciones lineales además de la demostración de hipótesis.